# عبد الخالق عبد الحافظ بن شيهون
عبد الخالق عبد الحافظ بن شيهون برلماني يمني، عضو في مجلس النواب، عن الدورة البرلمانية 2003-2009 والكتلة البرلمانية لنواب حزب التجمع اليمني للإصلاح عن الدائرة الانتخابية رقم (78) بمحافظة لحج.

## فترة المجلس
باتفاق عرف باسم «إتفاق فبراير» تمددت فترة المجلس لمدة عامين، وبقيام ثورة الشباب اليمنية لم تُجرَ الانتخابات، وبحسب اتفاق المبادرة الخليجية تمددت لمدة عامين آخرين حتى 2013م.